# Hermann Schürch
Hermann Schürch (* 30. März 1881 in Biel, Schweiz; † 14. März 1957 Straßburg) war ein Schweizer Bauingenieur und Unternehmer, der die Ausbreitungsphase des ehemals von massigen Konstruktionen geprägten Eisenbetonbaus durch die Entwicklung von immer leichteren und transparenteren Tragwerken prägte.

## Leben
Von 1899 bis 1903 studierte H. Schürch am Eidgenössischen Polytechnikum (ETH) Zürich und trat dann als Dipl.-Ing. in die Firma Ed. Züblin in Straßburg ein, mit der er als Technischer Geschäftsführer in den Jahren bis zum Ersten Weltkrieg international beachtete Bauprojekte realisierte. 1912 heiratete er Eduard Züblins Tochter Margarethe (1884–1956), mit der er zwei Kinder hatte und wurde Teilhaber von Ed. Züblin. Das Bauunternehmen Züblin war in den Jahren vor dem Ersten Weltkrieg bei über 60 Großprojekten involviert und hatte Niederlassungen in Basel, Mailand, Duisburg, Stuttgart, Riga, Paris, Luxemburg, Brüssel und Wien.
1916 promovierte H. Schürch an der Technischen Hochschule (TU) Dresden mit einer Dissertation über «Versuche beim Bau des Langwieser Talüberganges und deren Ergebnisse» zum Dr.-Ing. Im gleichen Jahr übernahm er, nach dem Tod seines Schwiegervaters Eduard Züblin, neben der technischen auch die kaufmännische Leitung von Ed. Züblin. Infolge des Kriegsausganges mussten die in den einzelnen Ländern bestehenden Niederlassungen von Ed. Züblin 1918 in eigenständige Gesellschaften umgewandelt werden. H. Schürch übernahm als Generaldirektor den französischen Zweig in Straßburg, blieb aber auch der Ed. Züblin AG Stuttgart als faktischer Steuermann zeitlebens erhalten. Ab 1921 arbeiteten deutsche und französische Ingenieure wieder zusammen. In seine Zeit fallen das Überleben der Firma in der Weltwirtschaftskrise Ende der 1920er Jahre, seit den 1930er Jahren zahlreiche Autobahnbrücken sowie Häfen und Arbeiten am Westwall während des Zweiten Weltkrieges. Nach 1945 errichtete H. Schürch innerhalb kürzester Zeit das Europahaus (Maison de l’Europe), den Vorgängerbau des heutigen Europapalastes (Palais de l’Europe), Sitz des Europarates in Straßburg. 1953 gelang mit dem Auftrag zum Bau der Stauanlage Wadi Tharthar am Tigris im Irak der Wiedereinstieg der Ed. Züblin AG in das internationale Geschäft. 

## Innovationen
Mit bogenförmigen Schalkörpern und zementgebundenen Stahlbeton-Rippendecken, dem «Bogenrippensystem» veranlasste H. Schürch zu Beginn des 20. Jahrhunderts einen Durchbruch im Grossbrückenbau. Zu seinen wegweisendsten Projekten gehört der «Langwieser Viadukt», der bei seiner Errichtung im Jahr 1914 im Schweizer Kanton Graubünden die weitestgespannte Eisenbahnbrücke der Welt war und bis heute in wenigen Lehrbüchern über Stahlbetonbrücken fehlt. 
Beim Management dieses Projektes setzte H. Schürch eine grafische und quantitative Methode ein, die er «Bauprogramm» nannte. Mit ihr konnten die Arbeits- und Materialflüsse im Projekt über die Dauer der einzelnen Arbeitspakete zu jedem Zeitpunkt quantitativ erfasst werden. Da H. Schürch die Methode publizierte kann er als Erfinder von Top-down Projektmanagement und Gantt-Diagramm gelten.